# Graham Taylor
Graham Taylor (* 15. September 1944 in Worksop, Nottinghamshire; † 12. Januar 2017 in Kings Langley, Hertfordshire) war ein englischer Fußballspieler und Fußballtrainer.
Der ehemalige Nationaltrainer Englands war für seine häufig als unattraktiv empfundene Spielweise mit langen Bällen und schnellen Stürmern bekannt, die sich jedoch oft als erfolgreich erwiesen hat. Taylor war nach dem Ende seiner Trainerlaufbahn hauptsächlich als Experte für die BBC tätig.

## Spielerkarriere
1962 bestritt Taylor sein erstes Pflichtspiel für Grimsby Town in der Second Division. 1964 stieg er mit dem Verein in die Third Division ab, blieb dem Verein jedoch weiterhin treu. 1968, als der Abstieg in die Fourth Division feststand, wechselte Taylor nach 189 Spielen und 2 Toren zu Lincoln City, für die er 150-mal auflief und dabei einmal traf. 1972 musste er seine Karriere wegen einer schweren Verletzung beenden.

## Trainerkarriere

### Lincoln City (1971–1977)
Taylor wurde 1972 der jüngste Trainer im englischen Ligafußball, als er nach seinem verletzungsbedingten Karriereende auf die Trainerbank bei Lincoln City wechselte. 1976 gelang ihm mit dem Verein der Sieg der Meisterschaft in der Fourth Division, als mit 32 Siegen bei nur vier Niederlagen mit 74 Punkten (System mit 2 Punkten je Sieg) ein Rekord im englischen Fußball aufgestellt wurde.

### FC Watford (1977–1987)
Kurz nachdem der Sänger Elton John seinen Lieblingsverein FC Watford gekauft hatte, bemühte er sich um die Verpflichtung Taylors, die ihm für den Beginn der Saison 1977/78 gelang. Der Verein, der in der Viertklassigkeit vor sich hin dümpelte schaffte unter Taylor innerhalb von fünf Jahren den Aufstieg in die Erstklassigkeit. In der ersten Saison im Oberhaus gelang darüber hinaus als Vizemeister die Qualifikation für den UEFA-Pokal. Allerdings schied man in der dritten Runde aus. 1984 gelang der Einzug ins Finale des FA Cups, allerdings musste man sich dem FC Everton mit 0:2 geschlagen geben.
Unter der Leitung Taylors wurden Talente wie Luther Blissett, Ross Jenkins oder John Barnes aufgebaut, die zu führenden Fußballerpersönlichkeiten der 1980er-Jahre in England werden sollten.

### Aston Villa (1987–1990)
Nach zehn Jahren beim FC Watford suchte Taylor eine neue Herausforderung und erlag den Verlockungen des Absteigers Aston Villa. Es gelang als Vizemeister der Second Division der sofortige Wiederaufstieg, bei dem vor allem der junge David Platt herausstach. In der ersten Saison gelang als Tabellensiebzehnter der Klassenerhalt. Im folgenden Jahr führte Taylor den Europapokalsieger von 1982 zur Vizemeisterschaft, was ihn die Nachfolge von Bobby Robson als Nationaltrainer Englands einbrachte, der nach dem Halbfinalaus gegen Deutschland bei der Weltmeisterschaft 1990 zurückgetreten war.

### England (1990–1993)
Zwar führte Taylor die Nationalmannschaft zur EURO 1992, das Auftreten beim Turnier war jedoch schwach. Vor allem die Auswechslung der Stürmerlegende Gary Lineker in seinem letzten Länderspiel, der 1:2-Niederlage gegen Schweden, führte zu einer Medienkampagne gegen ihn, da dem Spieler somit die Egalisierung des Torrekords von Bobby Charlton (49 Tore) und damit der mögliche Ausgleich unmöglich gemacht wurde. Auch eine Dokumentation, die während des Turniers mit Erlaubnis Taylors gedreht wurde, ließ den Trainer in schlechtem Licht dastehen. Nachdem die Qualifikation für die Weltmeisterschaft 1994 in den USA verpasst worden war, trat Taylor im November 1993 von seinem Amt zurück und wurde durch Terry Venables ersetzt.

### Wolverhampton Wanderers (1994–1995)
Im Frühjahr wurde Taylor von Jack Hayward, der 1990 die Wolverhampton Wanderers gekauft hatte, als neuer Trainer des Vereins vorgestellt. Hayward hatte den Aufstieg in die Premier League als großes Ziel ausgegeben. Zwar gelang ihm der Einzug ins Finale der Aufstiegsplayoffs, jedoch wurden die Hoffnungen zunichtegemacht, als die Bolton Wanderers das 2:1 aus dem Hinspiel mit 0:2 übertreffen konnten. Taylor trat im November von seinem Amt zurück, da der Druck auf seine Person immer größer geworden war.

### FC Watford (1996–2001)
Kurz nachdem Elton John den Verein erneut gekauft hatte, verpflichtete er Taylor erneut, der dieses Mal als Sportdirektor tätig wurde. Als Trainer arbeitete zunächst Kenny Jackett, der jedoch nach einem Mittelfeldplatz in der Division 2, der dritten Liga, zum Assistenten Taylors gemacht wurde, der sich zurück auf die Trainerbank setzte. Auf Anhieb gelang die Aufstieg, als man Bristol City in einem langen Zweikampf auf Platz 2 verdrängte. In der folgenden Saison gelang der Sieg gegen Bolton in den Aufstiegsplayoffs zur Premier League, jedoch misslang das Unternehmen Klassenerhalt und man ging zurück in die Zweitklassigkeit. 2001 beendete Taylor seine Tätigkeit und wurde überraschend durch Gianluca Vialli ersetzt, der erst kurz zuvor beim FC Chelsea entlassen worden war.

### Aston Villa (2002–2003)
Bei der nächsten Station handelte es sich wieder um eine Rückkehr, als Taylor im Februar 2002 John Gregory beerbte. Am Ende der Saison landete man auf dem achten Platz. Nachdem man in der folgenden Saison nur knapp dem Abstieg entrann, entschied sich Taylor, seinen Posten aufzugeben.

### Nach der Trainerkarriere
2003 wurde Taylor zum stellvertretenden Vorsitzenden von Scunthorpe United gewählt, die derzeit in der Football League One spielen. Seit 2004 arbeitete er als Experte für BBC Radio Five Live. Außerdem war er als Trainer einer Prominentenmannschaft in der Serie The Match bei Sky One zu sehen. Im November 2014 wurde die Westtribüne der Vicarage Road, dem Stadion des FC Watford, in The Graham Taylor Stand umbenannt.

## Soziales Engagement
Taylor engagierte sich als Botschafter für Show Racism the Red Card.